# Rennrodel-Weltmeisterschaften 1975
Die Rennrodel-Weltmeisterschaften 1975  fanden vom 10. bis 16. Februar 1975 in Hammarstrand in Schweden statt.

## Einsitzer der Frauen
| Platz | Land | Sportlerin      | Zeit     |
| ----- | ---- | --------------- | -------- |
| 1     | GDR  | Margit Schumann | 3:02,599 |
| 2     | GDR  | Ute Rührold     | 3:03,925 |
| 3     | TCH  | Dana Spálenská  | 3:04,296 |
| 4     | POL  | Halina Kanasz   | 3:04,503 |
| 5     | AUT  | Margit Graf     | 3:06,723 |
| 6     | SWE  | Agneta Lindskog | 3:08,110 |

Weitere Reihenfolge
| Platz | Sportlerin           | Land |
| ----- | -------------------- | ---- |
| 7     | Angelika Schafferer  | AUT  |
| 8     | Halina Biegun        | POL  |
| 9     | Vera Zozuļa          | SUN  |
| 10    | Veronica Holmsten    | SWE  |
| 11    | Lottie Filipsson     | SWE  |
| 12    | Monika Scheftschik   | FRG  |
| 13    | Eva Dahlberg         | SWE  |
| 14    | Elisabeth Demleitner | FRG  |
| DNF   | Heidemarie Reiss     | GDR  |
| DNF   | Julia Chase          | CAN  |
| DNF   | Antonia Mayr         | AUT  |
| DNF   | Eva-Maria Wernicke   | GDR  |
| DNF   | Sarah Felder         | ITA  |
| DNF   | Krystyna Jagła       | POL  |
| DNF   | Teresa Bugajczyk     | POL  |
| DSQ   | Natalia Bogdanowa    | SUN  |

## Einsitzer der Männer
| Platz | Land | Sportler              | Zeit     |
| ----- | ---- | --------------------- | -------- |
| 1     | GDR  | Wolfram Fiedler       | 3:14,533 |
| 2     | AUT  | Manfred Schmid        | 3:15,285 |
| 3     | GDR  | Harald Ehrig          | 3:16,050 |
| 4     | GDR  | Horst Müller          | 3:17,021 |
| 5     | GDR  | Hans-Heinrich Winkler | 3:17,405 |
| 6     | POL  | Mirosław Więckowski   | 3:17,692 |
| 7     | GDR  | Dettlef Günther       | 3:17,847 |

Weitere Reihenfolge
| Platz | Sportler                | Land |
| ----- | ----------------------- | ---- |
| 8     | Juri Karjakin           | SUN  |
| 9     | Paul Hildgartner        | ITA  |
| 10    | Morten Johansen         | NOR  |
| 11    | Josef Fendt             | FRG  |
| 12    | Stefan Hölzlwimmer      | FRG  |
| 13    | Karl Brunner            | ITA  |
| 14    | Günther Lemmerer        | AUT  |
| 15    | Andrzej Żyła            | POL  |
| 16    | Johan Christian Strøm   | NOR  |
| 17    | Jindřich Zeman          | CSK  |
| 18    | Alfred Lechleitner      | AUT  |
| 19    | Bjørn Dyrdahl           | NOR  |
| 20    | Qswald Haller           | AUT  |
| 21    | Franz Schachner         | AUT  |
| 22    | Jan Kasielski           | POL  |
| 23    | Stanislav Ptáčník       | CSK  |
| 24    | Stefan Kjernholm        | SWE  |
| 25    | Alf Johnson             | SWE  |
| 26    | Bo Lindberg             | SWE  |
| 27    | Nils Vinberg            | SWE  |
| 28    | Sergej Tschailow        | SUN  |
| 29    | Aigars Kriķis           | SUN  |
| 30    | Jan Nilsson             | SWE  |
| 31    | Morten Corneliussen     | NOR  |
| 32    | Peter Gschnitzer        | ITA  |
| 33    | Ernst Haspinger         | ITA  |
| 34    | Rudolf Grösswang        | FRG  |
| 35    | James Donald Murray     | USA  |
| 36    | Gerhard Januschkowetz   | FRG  |
| 37    | David McComb            | CAN  |
| 38    | Robert Berkley junior   | USA  |
| 39    | Larry Kilpatrick        | CAN  |
| 40    | Jeremy Palmer-Tomkinson | GBR  |
| 41    | Richard Liversedge      | GBR  |
| 42    | Vladimír Resl           | CSK  |
| 43    | Wolfgang Schädler       | LIE  |
| 44    | Jim Moriarty            | USA  |
| 45    | Pierre Paquette         | CAN  |
| 46    | Michel de Carvalho      | GBR  |
| 47    | Larry Arbuthnot         | CAN  |
| 48    | Gerardo Seeliger        | ESP  |
| DNF   | Bernd Hahn              | GDR  |
| DNF   | Jozef Pietronczyk       | POL  |
| DNF   | Michael Gårdebäck       | SWE  |
| DNF   | Zdeněk Barták           | CSK  |
| DNF   | Rudolf Schmid           | AUT  |
| DNF   | Anton Winkler           | FRG  |
| DNF   | Max Beck                | LIE  |
| DNF   | Andrzej Kozik           | POL  |
| DNF   | Ray Lindfors            | FIN  |
| DNF   | Mirosław Piekoszewski   | POL  |
| DSQ   | Wladimir Schitow        | SUN  |

## Doppelsitzer der Männer
| Platz | Land    | Sportler                          | Zeit    |
| ----- | ------- | --------------------------------- | ------- |
| 1     | GDR     | Bernd Hahn Ulrich Hahn            | 1:30,15 |
| 2     | GDR     | Horst Müller Hans-Jörg Neumann    | 1:30,16 |
| 3     | AUT     | Rudolf Schmid Franz Schachner     | 1:31,40 |
| 4     | POL     | Mirosław Więckowski Andrzej Kozik | 1:31,53 |
| 5     | URS     | Dainis Bremse Aigars Kriķis       | 1:31,66 |
| 6     | FIN SWE | Ray Lindfors Bo Lindbergh         | 1:32,08 |
| ..    |         |                                   |         |
| 11    | GDR     | Volker Messing Wolfgang Seifert   | 1:33,10 |

Weitere Reihenfolge
| Platz | Sportler                                   | Land |
| ----- | ------------------------------------------ | ---- |
| 7     | Martin Ore, Stephen Sinding                | NOR  |
| 8     | Paul Hildgartner, Walter Plaikner          | ITA  |
| 9     | Sergej Tschailow, Sergej Ossipow           | SUN  |
| 10    | Asle Strand, Helge Svendsen                | NOR  |
| 11    | Volker Messing, Wolfgang Seifert           | GDR  |
| 12    | Karl Brunner, Hubert Maierhofer            | ITA  |
| 13    | Andrzej Żyła, Jan Kasielski                | POL  |
| 14    | Stefan Hölzlwimmer, Rudolf Grösswang       | FRG  |
| 15    | Michael Gårdebäck, Westmann                | SWE  |
| 16    | Jindřich Zeman, Vladimír Resl              | CSK  |
| 17    | John Klemetsen, Leif Madsberg              | NOR  |
| 18    | Robert Berkley junior, James Donald Murray | USA  |
| 19    | Larry Arbuthnot, Pierre Paquette           | CAN  |
| 20    | Ulf Lundin, Bengtsson                      | SWE  |
| 21    | Zdeněk Barták, Stanislav Ptáčník           | CSK  |
| DNF   | Manfred Schmid, Reinhold Sulzbacher        | AUT  |
| DNF   | Alfred Lechleitner, Karl Schrott           | AUT  |
| DNF   | Roman Hurej, Jozef Pietronczyk             | POL  |

## Medaillenspiegel
| Platz | Land                            | Gold | Silber | Bronze | Gesamt |
| ----- | ------------------------------- | ---- | ------ | ------ | ------ |
| 1     | Deutsche Demokratische Republik | 3    | 2      | 1      | 6      |
| 2     | Österreich                      | 0    | 1      | 1      | 2      |
| 3     | Tschechoslowakei                | 0    | 0      | 1      | 3      |